# Maildir
Maildir je široce používaný formát pro uložení e-mailových zpráv. K zachování integrity zpráv při manipulaci s nimi (vkládání, přesun, mazání) nevyžaduje zamykání souborů. Každá zpráva je uložena jako samostatný soubor s unikátním názvem. Všechny změny se provádějí pomocí atomických souborových operací, proto se o záležitosti související se souběhem (současným vícenásobným přístupem) stará souborový systém. Maildir je adresář (často nazvaný Maildir) se třemi podadresáři nazvanými tmp, new a cur.